# Rain Dogs
Rain Dogs — девятый студийный альбом автора-исполнителя Тома Уэйтса, изданный 30 сентября 1985 года. Концепция альбома — Нью-Йоркские городские обездоленные. Диск известен широким спектром музыкальных жанров, например, журнал Rolling Stone описал Rain Dogs как «слияние Курта Вайля, роковой целостности от старого грязного блюза и элегической меланхолии новоорлеанских похорон, в своеобразном американском стиле». В 1989 году альбом занял 21 место в списке «100 лучших альбомов 1980-х» по версии Rolling Stone, а в 2003 году — 399 место в списке «500 величайших альбомов всех времён». Существует ошибочное мнение, что на обложке изображён Том Уэйтс. Несмотря на сходство лица, это не так. Фотография, использованная для обложки, была сделана шведским фотографом Андерсом Петерсеном в конце 1960-х в кафе Lehmitz в Гамбурге, на знаменитой улице Репербан — квартале красных фонарей. Мужчину и женщину, изображенных на ней, звали Rose and Lily (роза и лилия). В европейской версии Rain Dogs название альбома написано красным, а не голубым цветом.

## Запись
Том записал большую часть альбома осенью 1984 года, во время своего пребывания в подвале на углу Вашингтон-стрит и Горацио в Манхэттене. По его словам, «это было место в Нижнем Манхэттене между Канал-стрит и Четырнадцатой улицей, примерно в квартале от реки. Хорошее место, чтобы работать. Очень тихое, только вода, то и дело, шумит в трубах. Как будто находишься в хранилище». Там же Уэйтс записывал звуки улицы и другие окружающие шумы на магнитофон, чтобы получить звук города, который был предметом альбома.
Во время записи он использовал широкий спектр инструментов, включая маримбу, аккордеон, контрабас, тромбон и банджо. Тогда, в середине 1980-х, большинство музыкантов использовало синтезаторы и драм-машины и записывалось в профессиональных студиях, но Том, как всегда, не доверял модным тенденциям. Если он не мог получить правильный звук от барабана в студии, то ударял комод в ванной комнате, и полученный звук входил в альбом.
Rain Dogs был первым крупным альбомом для гитариста Марка Рибо. Он сразу же отметил оригинальный и индивидуальный способ записи альбома. Уэйтс был очень открытым для посторонних звуков, которые происходили в студии. А однажды он дал Рибо такую словесную инструкцию: «Играй, как будто ты карлик на бар-мицве».
На этом же альбоме Уэйтс начал сотрудничать с Китом Ричардсом. Он описал гитариста так: «Он очень спонтанный, он движется как некое животное. Я пытался объяснить ему «Big Black Mariah» и, наконец, я начал двигаться в определенном смысле, и тогда он понял, о чём я говорю. Это как животный инстинкт».

## Музыкальный стиль и темы
Rain Dogs был отмечен, как один из самых важных альбомов в карьере Уэйтса и жанре, в котором он начал играть на Swordfishtrombones. Альбом отличается различием музыкальных стилей, среди девятнадцати треков два инструментальных («Midtown» и «Bride of Rain Dog»), полька («Cemetery Polka»), баллада («Time»), поп-музыка («Downtown Train»), госпел («Anywhere I Lay My Head»). «Blind Love» является первой попыткой Уэйтса в стиле кантри. Песня «Hang Down Your Head» написана по мотивой народной песни «Tom Dooley», с изменённым текстом, но практически нетронутой мелодией.
Альбом является портретом трагического царства улицы. Название Rain Dogs призвано выразить такую атмосферу. Когда Тома попросили пролить свет на эту метафору, он ответил, что это «Люди, живущие на улице. Собаки, которые бродят после дождя. Дождь смывает все их запахи. Так, все люди на альбоме связаны между собой болью».

## Список композиций
Первая сторона:
| №  | Название                  | Длительность |
| -- | ------------------------- | ------------ |
| 1. | «Singapore»               | 2:46         |
| 2. | «Clap Hands»              | 3:47         |
| 3. | «Cemetery Polka»          | 1:51         |
| 4. | «Jockey Full of Bourbon»  | 2:45         |
| 5. | «Tango Till They're Sore» | 2:49         |
| 6. | «Big Black Mariah»        | 2:44         |
| 7. | «Diamonds & Gold»         | 2:31         |
| 8. | «Hang Down Your Head»     | 2:32         |
| 9. | «Time»                    | 3:55         |

Вторая сторона
| №   | Название                 | Длительность |
| --- | ------------------------ | ------------ |
| 10. | «Rain Dogs»              | 2:56         |
| 11. | «Midtown»                | 1:00         |
| 12. | «9th & Hennepin»         | 1:58         |
| 13. | «Gun Street Girl»        | 4:37         |
| 14. | «Union Square»           | 2:24         |
| 15. | «Blind Love»             | 4:18         |
| 16. | «Walking Spanish»        | 3:05         |
| 17. | «Downtown Train»         | 3:53         |
| 18. | «Bride of Rain Dog»      | 1:07         |
| 19. | «Anywhere I Lay My Head» | 2:48         |

## Участники записи
- Том Уэйтс — вокал, гитара, фортепиано, банджо, фисгармония
- Майкл Блэр — перкуссия, маримба, конга, парадный барабан
- Стивен Ходжэс — барабаны, парадный барабан
- Ларри Тэйлор — контрабас, бас-гитара
- Марк Рибо — гитара, соло-гитара
- Крис Спеддинг — гитара
- Пол «Голливуд» Литтерал — труба
- Тони Гарниер — контрабас
- Бобби Привайт — перкуссия, маримба
- Уильям Шиммел — аккордеон
- Боб Фанк — тромбон
- Ральф Карни — баритон-саксофон, саксофон, кларнет
- Грег Коэн — контрабас
- Кит Ричардс — гитара, бэк-вокал
- Роберт Муссо — банджо
- Арно Хечт — тенор-саксофон
- Криспин Кой — саксофон
- Роберт Квин — гитара
- Росс Левинсон — скрипка
- Джон Лури — альт-саксофон
- Г. Е. Смит — гитара
- Микки Карри — барабаны
- Тони Левин — бас-гитара
- Роберт Килгор — орган